# اشترکو (مارک)
شهر اشتُرکو (به آلمانی: Storkow) در ایالت برندنبورگ در کشور آلمان است.